# Bellou-le-Trichard
Bellou-le-Trichard – miejscowość i gmina we Francji, w regionie Normandia, w departamencie Orne.
Według danych na rok 1990 gminę zamieszkiwało 180 osób, a gęstość zaludnienia wynosiła 19 osób/km² (wśród 1815 gmin Dolnej Normandii Bellou-le-Trichard plasuje się na 706. miejscu pod względem liczby ludności, natomiast pod względem powierzchni na miejscu 546.).